# ホスホリボシルアミノイミダゾールスクシノカルボキサミドシンターゼ
ホスホリボシルアミノイミダゾールスクシノカルボキサミドシンターゼ(phosphoribosylaminoimidazolesuccinocarboxamide synthase)はプリン塩基のde novo合成に関わる酵素で、以下の化学反応を触媒する。
ATP + 5-アミノ-1-(5-ホスホ-D-リボシル)イミダゾール-4-カルボキシラート + L-アスパラギン酸 {\displaystyle \rightleftharpoons } ADP + リン酸 + (S)-2-[5-アミノ-1-(5-ホスホ-D-リボシル)イミダゾール-4-カルボキサミド]スクシナート

## 構造
原核生物ではpurC遺伝子にコードされる単一機能の酵素である。真核生物でも緑色植物や真菌などでは単一機能の酵素であるが、後生動物では前段のAIRカルボキシラーゼと融合した2機能酵素である。